# Tanoh Kpassagnon
Tanoh Kpassagnon (Kalamazoo, 14 giugno 1994) è un giocatore di football americano statunitense che milita nel ruolo di defensive end per i New Orleans Saints della National Football League (NFL).

## Carriera

### Kansas City Chiefs
Al college Kpassagnon giocò a football alla Villanova University. Fu scelto nel corso del secondo giro (59º assoluto) del Draft NFL 2017 dai Kansas City Chiefs. Debuttò come professionista subentrando il 7 settembre nel primo turno contro i New England Patriots senza fare registrare alcuna statistica.
Nella finale della AFC del 2019, Kpassagnon mise a segno due sack su Ryan Tannehill nella vittoria che riportò i Chiefs al Super Bowl per la prima volta dal 1969. Il 2 febbraio 2020 partì come defensive end sinistro titolare nel Super Bowl LIV contro i San Francisco 49ers che i Chiefs vinsero per 31-20, conquistando il primo titolo dopo cinquant'anni. Nella finalissima fece registrare 2 tackle.
Nella finale della AFC dei playoff 2020-2021 Kpassagnon fece registrare un sack nella vittoria sui Buffalo Bills che qualificò i Chiefs al secondo Super Bowl consecutivo, poi perso con i Tampa Bay Buccaneers.

### New Orleans Saints
Il 29 marzo 2021 Kpassagnon firmò un contratto biennale con i New Orleans Saints.
Il 27 febbraio 2023 Kpassagnon firmò un nuovo accordo biennale con i Saints. Nel quindicesimo turno ebbe un nuovo primato personale di 3 sack su Tommy DeVito nella vittoria sui New York Giants.

## Palmarès
- Super Bowl : 1

Kansas City Chiefs: LIV
- American Football Conference Championship: 2

Kansas City Chiefs: 2019, 2020